# Box na Letních olympijských hrách 1988
Box na Letních olympijských hrách 1988 v Jižní Koreji.

## Medailisté

### Muži
| Kategorie                    | Zlato                                                | Stříbro                                             | Bronz                                       | Bronz                                         |
| ---------------------------- | ---------------------------------------------------- | --------------------------------------------------- | ------------------------------------------- | --------------------------------------------- |
| Lehká muší váha (– 48 kg)    | Ivailo Marinov · Bulharsko (BUL)                     | Michael Carbajal · Spojené státy americké (USA)     | Leopoldo Serantes · Filipíny (PHI)          | Róbert Isaszegi · Maďarsko (HUN)              |
| Muší váha (– 51 kg)          | Kim Kwang-Sun · Jižní Korea (KOR)                    | Andreas Tews · Německá demokratická republika (GDR) | Mario González · Mexiko (MEX)               | Timofej Skrjabin · Sovětský svaz (URS)        |
| Bantamová váha (– 54 kg)     | Kennedy McKinney · Spojené státy americké (USA)      | Aleksandar Khristov · Bulharsko (BUL)               | Jorge Julio Rocha · Kolumbie (COL)          | Phajol Moolsan · Thajsko (THA)                |
| Pérová váha (– 57 kg)        | Giovanni Parisi · Itálie (ITA)                       | Daniel Dumitrescu · Rumunsko (ROU)                  | Lee Jae-Hyuk · Jižní Korea (KOR)            | Abdelhak Achik · Maroko (MAR)                 |
| Lehká váha (– 60 kg)         | Andreas Zülow · Německá demokratická republika (GDR) | George Cramne · Švédsko (SWE)                       | Nergüjn Enchbat · Mongolsko (MGL)           | Romallis Ellis · Spojené státy americké (USA) |
| Velterová váha (– 63.5 kg)   | Vjačeslav Janovskij · Sovětský svaz (URS)            | Grahame Cheney · Austrálie (AUS)                    | Lars Myrberg · Švédsko (SWE)                | Reiner Gies · Západní Německo (FRG)           |
| Lehká střední váha (– 67 kg) | Robert Wangila · Keňa (KEN)                          | Laurent Boudouani · Francie (FRA)                   | Jan Dydak · Polsko (POL)                    | Kenneth Gould · Spojené státy americké (USA)  |
| Lehkotěžká (– 71 kg)         | Park Si-Hun · Jižní Korea (KOR)                      | Roy Jones Jr. · Spojené státy americké (USA)        | Raymond Downey · Kanada (CAN)               | Richard Woodhall · Velká Británie (GBR)       |
| Střední váha (– 75 kg)       | Henry Maske · Německá demokratická republika (GDR)   | Egerton Marcus · Kanada (CAN)                       | Chris Sande · Keňa (KEN)                    | Hussain Shah Syed · Pákistán (PAK)            |
| Polotěžká váha (– 81 kg)     | Andrew Maynard · Spojené státy americké (USA)        | Nurmagomed Šanavazov · Sovětský svaz (URS)          | Damir Škaro · Jugoslávie (YUG)              | Henryk Petrich · Polsko (POL)                 |
| Těžká váha (– 91 kg)         | Ray Mercer · Spojené státy americké (USA)            | Baik Hyun-Man · Jižní Korea (KOR)                   | Andrzej Golota · Polsko (POL)               | Arnold Vanderlyde · Nizozemsko (NED)          |
| Super těžká váha (+ 91 kg)   | Lennox Lewis · Kanada (CAN)                          | Riddick Bowe · Spojené státy americké (USA)         | Alexandr Mirošničenko · Sovětský svaz (URS) | Janusz Zarenkiewicz · Polsko (POL)            |

## Přehled medailí podle zemí
| Pořadí | Země                                 | Zlato | Stříbro | Bronz | Celkově |
| ------ | ------------------------------------ | ----- | ------- | ----- | ------- |
| 1.     | Spojené státy americké (USA)         | 3     | 3       | 2     | 8       |
| 2.     | Jižní Korea (KOR)                    | 2     | 1       | 1     | 4       |
| 3.     | Německá demokratická republika (GDR) | 2     | 1       | 0     | 3       |
| 4.     | Bulharsko (BUL)                      | 1     | 1       | 0     | 2       |
| 5.     | Sovětský svaz (URS)                  | 1     | 1       | 2     | 4       |
| 6.     | Kanada (CAN)                         | 1     | 1       | 1     | 3       |
| 7.     | Keňa (KEN)                           | 1     | 0       | 1     | 2       |
| 8.     | Itálie (ITA)                         | 1     | 0       | 0     | 1       |
| 9.     | Švédsko (SWE)                        | 0     | 1       | 1     | 2       |
| 10.    | Rumunsko (ROU)                       | 0     | 1       | 0     | 1       |
| 11.    | Austrálie (AUS)                      | 0     | 1       | 0     | 1       |
| 12.    | Francie (FRA)                        | 0     | 1       | 0     | 1       |
| 13.    | Polsko (POL)                         | 0     | 0       | 4     | 4       |
| 14.    | Jugoslávie (YUG)                     | 0     | 0       | 1     | 1       |
| 15.    | Mexiko (MEX)                         | 0     | 0       | 1     | 1       |
| 16.    | Thajsko (THA)                        | 0     | 0       | 1     | 1       |
| 17.    | Filipíny (PHI)                       | 0     | 0       | 1     | 1       |
| 18.    | Maďarsko (HUN)                       | 0     | 0       | 1     | 1       |
| 19.    | Kolumbie (COL)                       | 0     | 0       | 1     | 1       |
| 20.    | Maroko (MAR)                         | 0     | 0       | 1     | 1       |
| 21.    | Velká Británie (GBR)                 | 0     | 0       | 1     | 1       |
| 22.    | Nizozemsko (NED)                     | 0     | 0       | 1     | 1       |
| 23.    | Mongolsko (MGL)                      | 0     | 0       | 1     | 1       |
| 24.    | Západní Německo (FRG)                | 0     | 0       | 1     | 1       |
| 25.    | Pákistán (PAK)                       | 0     | 0       | 1     | 1       |